# Peter Dunican
Peter Thomas Dunican (* 15. März 1918; † 19. Dezember 1989) war ein britischer Bauingenieur.
Dunican war die rechte Hand von Ove Arup, mit dem er seit 1943 zusammenarbeitete insbesondere bei Arup (1946 gegründet). Er war ab 1956 Partner und häufig für die detaillierte Umsetzung der Ideen von Arup verantwortlich und die Gesamtorganisation des Büros. Außerdem war er als Bauingenieur an vielen großen Projekten von Arup direkt beteiligt.
1977 wurde er Chairman von Ove Arup Partnership (denen Arup als Form einer Mitarbeiterbeteiligung gehörte), was er bis zu seinem Ruhestand 1984 blieb.
1977/78 war er Präsident der Institution of Structural Engineers. 1977 wurde er CBE.